# Куроки Тамэмото
Куроки Тамэмото (яп. 黒木 為楨 Куроки Тамэмото, 3 мая 1844, Сацума, Япония — 3 февраля 1923, Токио, Япония) — японский полный генерал (03.11.1903), участник русско-японской войны 1904-1905 гг.

## Биография
Куроки Тамэмото родился 3 мая 1844 года в Сацуме в семье самурая. 

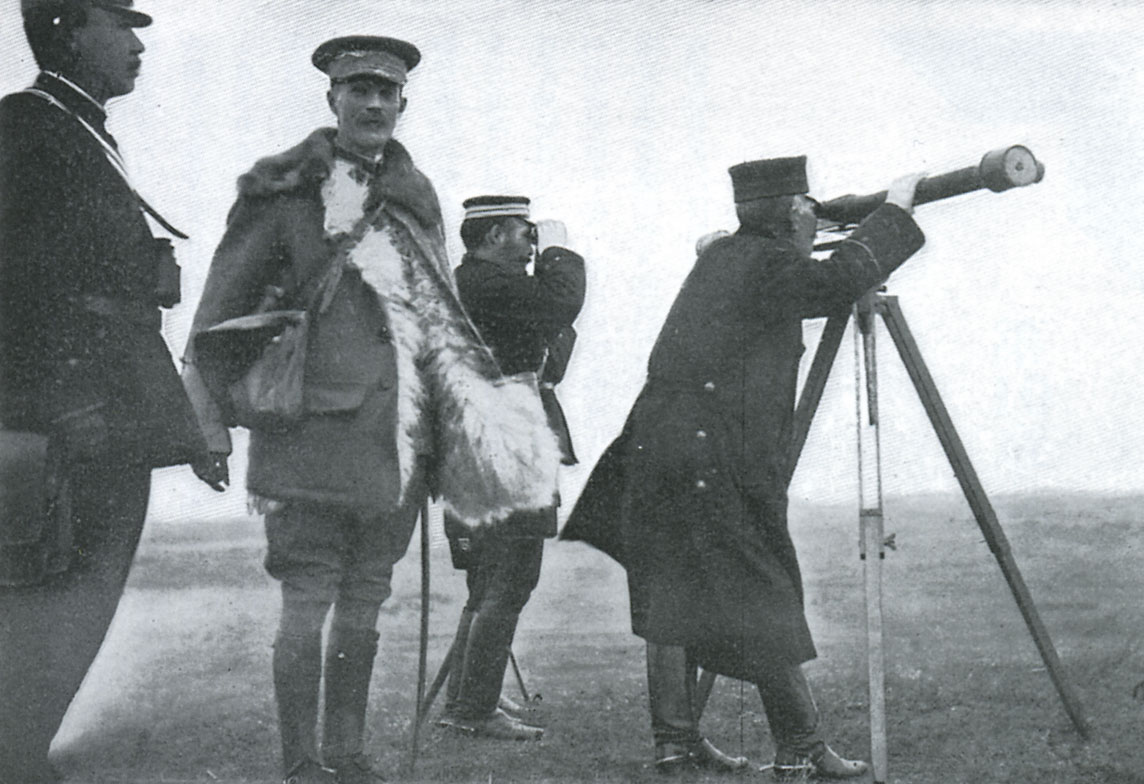
Куроки и Гамильтон
Сражение на реке Шахе (1904)

Во время войны Босин сражался на стороне проимператорских сил против сёгуната. Во время восстания в Сацуме командовал полком. В японо-китайской войне 1894—1895 годов командовал дивизией и особенно отличился при взятии Вейхавэя. В 1903 году назначен членом Императорского Военного совета.
Во время русско-японской войны командовал японской 1-й армией. Высадив свои войска в Чемульпо в середине февраля 1904 года, Куроки занял Корею и заставил отступить небольшой русский отряд в сражении на реке Ялу. Участвовал в сражениях при Ляояне, на реке Шахе и при Мукдене. В эту кампанию при Куроки в качестве британского военного агента находился сэр Ян Стэндиш Монтит Гамильтон, который позднее написал мемуары об этих событиях под заглавием  «Записная книжка штабного офицера во время русско-японской войны».
20 августа 1895 года получил титул дансяку (яп. 男爵, барон). 21 сентября 1907 года был пожалован титул хакусяку (яп. 伯爵, граф). 1 апреля 1914 году вышел в отставку.
Куроки Тамэмото умер 3 февраля 1923 года в Токио.
Награды::
- Орден Восходящего солнца с цветами павловнии (1 апреля 1906)
- Орден Восходящего солнца 1-й степени (30 мая 1905)
- Орден Золотого коршуна 1-й степени (1 апреля 1906)
- Орден Святых Михаила и Георгия, большой крест (Великобритания, 20 февраля 1906)
- Орден Цветка Сливы (Корейская империя, 28 декабря 1906)[3]